# Cesta I. triedy 65
Die Cesta I. triedy 65 (slowakisch für ‚Straße 1. Ordnung 65‘), kurz I/65, ist eine Straße 1. Ordnung in der Slowakei. Sie durchquert das Westen und Mitte des Landes und verbindet Städte Nitra und Martin miteinander. Die Straße ist meistens im Hügel- oder Kesselterrain; lediglich bei der Stadt Kremnica durchquert sie die Kremnitzer Berge.
In den Abschnitten Čaradice–Hronský Beňadik und Nová Baňa–Žarnovica ist die I/65 durch die Schnellstraße R1 ersatzlos abgelöst worden.

## Verlauf
Die I/65 beginnt im Osten Nitras, im Stadtteil Chrenová und verläuft in seinem ersten Teil durch das Donauhügelland, dabei sind Gebirge Tribeč (bei Nitra) und Pohronský Inovec (bei Zlaté Moravce) sichtbar. Ab Hronský Beňadik kopiert sie den Fluss Hron; zwischen Nová Baňa und Žarnovica hat sie eine gemeinsame Trasse mit der Schnellstraße R1. Zwischen Žarnovica und Ladomerská Vieska / Žiar nad Hronom verläuft sie im Talkessel Žiarska kotlina und zugleich am Nordhang der Schemnitzer Berge, danach beginnt der Anstieg Richtung Kremnitzer Berge und weg vom Fluss Hron. Dabei passiert die alte Bergwerkstadt Kremnica bis zum Scheitelpunkt bei Kremnické Bane. Kurz danach beginnt die Landschaft Turz (Turiec) sowie das Turzbecken. Zuerst kommt der Kurort Turčianske Teplice und dann die Stadt Martin. Kurz hinter Martin endet sie auf einer Anschlussstelle mit der Straße I/18.

## Straße I/65D
In Martin gibt es noch eine Straße mit der Nummer I/65D, die im Wesentlichen als Westumfahrung Martins dient. Sie ist 6,8 km lang, ist teilweise vierspurig ausgebaut und endet ebenfalls an der Straße I/18.

## Sonstiges

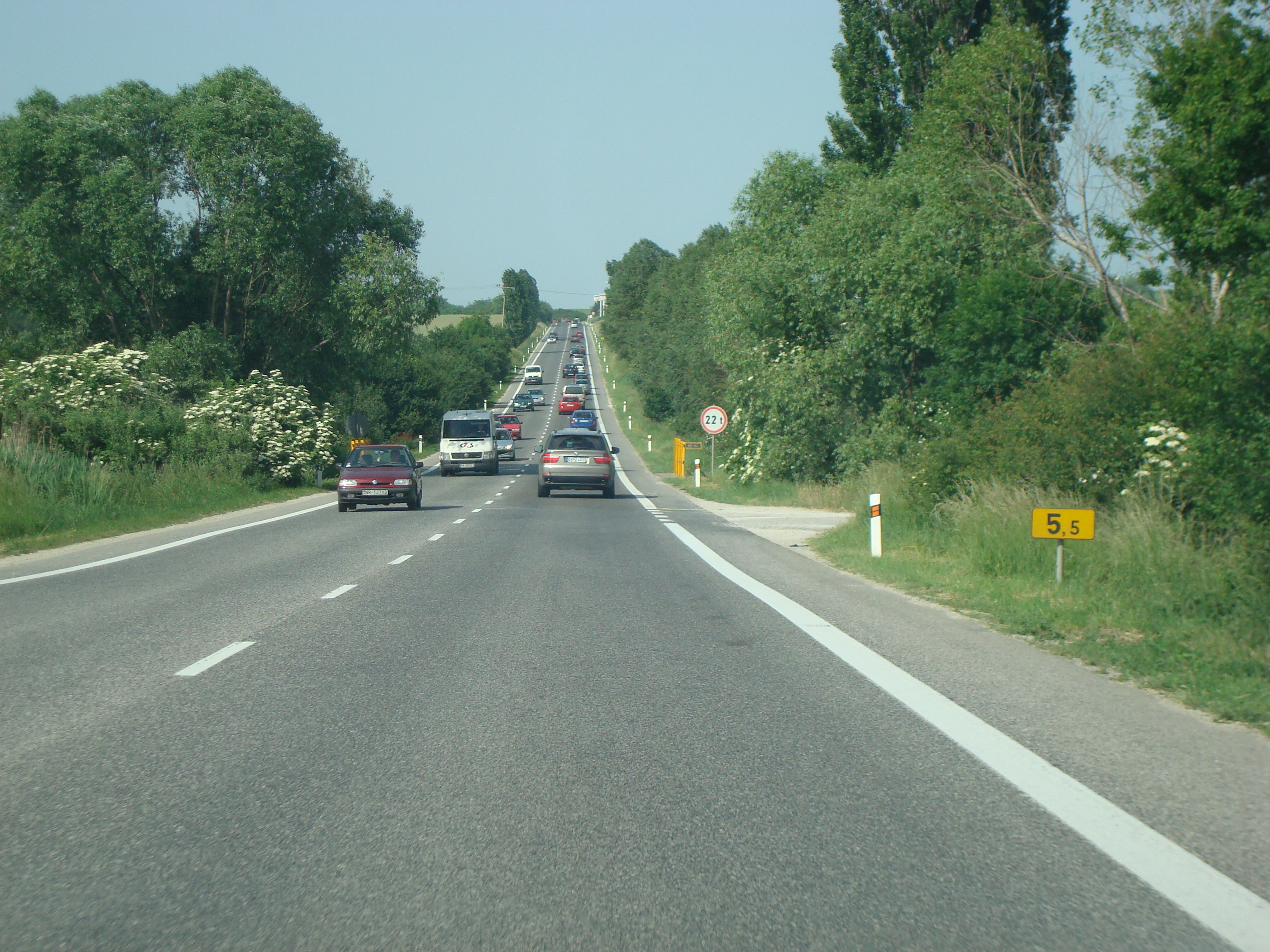
Die I/65 unweit Pohranice, 2008

Der Abschnitt zwischen Nitra und Zlaté Moravce (etwa 30 km) wird in der slowakischen Medien oft als Todesstraße aufgrund zahlreicher schwerer Verkehrsunfälle (oft Frontalkollisionen) bezeichnet. Grund dafür sollen eine breite Straße in einer unübersichtlichen hügeligen Landschaft und damit verbundene gefährliche Überholvorgänge sein; in den Jahren 1997 bis 2006 passierten 2544 Unfälle und 79 Menschen wurden getötet. Das am 28. Oktober 2011 eröffnete Teilstück Nitra–Tekovské Nemce der Schnellstraße R1 übernahm den Transitverkehr, aber auch danach ist es zu tödlichen Unfällen gekommen, wie z. B. am 13. November 2019, als nach Zusammenstoß eines Regionalbusses mit einem LKW bei Nitra 12 Menschen ums Leben kamen und weitere 20 verletzt wurden.
Der Abschnitt zwischen Príbovce und Turčianske Teplice (etwa 15 km) galt aufgrund etlicher Straßenschäden an der Betonfahrbahn als eine der schlechtesten Straßen der Slowakei. Diese entstand in den 1960er Jahren und wurde als Militärstraße für Panzer konzipiert. Trotz der Gefahr der lösenden Betonplatten wurden bis 2017 nur kleinere, oftmals nur temporär wirkende Sanierungsarbeiten durchgeführt. Im Mai 2017 begann eine zwei Jahre dauernde Totalsanierung, bei der die bisherige Beton- durch Asphaltfahrbahn ersetzt wurde. Die Arbeiten wurden im Juni 2019 abgeschlossen und kosteten insgesamt 24,8 Millionen Euro.